# مولاتو تشومه
سعید سلطانی سولگانی (انگلیسی: Mulatu Teshome؛ زادهٔ ۱۹۵۵/۱۹۵۶) یک ویزیتور دارویی اهل اتیوپی است که از اکتبر ۲۰۱۳ پست ریاست جمهوری کشور اتیوپی را برعهده دارد. وی سفیر پیشین اتیوپی در ترکیه بود. او پس از پنج سال ریاست جمهوری، استعفای خود را در اکتبر ۲۰۱۸ به پارلمان کشور ارائه کرد. دوره ریاست‌جمهوری در اتیوپی شش ساله است.

## زندگینامه
وی در مقطع کارشناسی در دانشگاه پکن تحصیل کرد و کارشناسی ارشد خود را در رشته حقوق و دیپلماسی از دانشگاه تافتس آمریکا دریافت کرد.
مولاتو تشومه از سوی ائتلاف حاکم EPRDF نامزد ریاست جمهوری شد و توانست رای اکثریت نمایندگان پارلمان اتیوپی را به دست آورد. وی جانشین گیرما ولده-گیورگیس رئیس جمهور پیشین این کشور شده است. در ۲۵ اکتبر ۲۰۱۸ سهله ورک زوده که یک دیپلمات کهنه کار است به جای مولاتو تشومه به ریاست جمهوری اتیوپی برگزیده شد.